# Росило (Козенца)
Росило је насеље у Италији у округу Козенца, региону Калабрија.
Према процени из 2011. у насељу је живело 64 становника. Насеље се налази на надморској висини од 120 м.